# جان كاباسو
جان كاباسوت (بالفرنسية: Jean CABASSUT) (1604 – 25 سبتمبر 1685)، هو لاهوتي فرنسي ينتمي إلى طائفة الأوراتوريين.

## حياته
وُلد جان كاباسوت في مدينة إيكس الفرنسية، وانضم إلى جماعة الأوراتوريين في سن الحادية والعشرين. ورغم انشغاله الدائم في البحث والدراسة، إلا أنه كان دائم الاستعداد لقطع دراسته، حتى في المواضيع التي يحبها، من أجل تقديم المساعدة للمحتاجين. درّس القانون الكنسي لفترة في مدينة أفينيون، ثم اصطحبه الكاردينال غريمالدي، رئيس أساقفة إيكس، إلى روما، حيث مكث هناك نحو ثمانية عشر شهرًا.
عاد بعد ذلك إلى إيكس، حيث قضى بقية حياته، وبرز ككاتب متميّز في موضوعات تاريخ الكنيسة، والقانون الكنسي، والأخلاق اللاهوتية.

## أعماله
يُعتبره القديس ألفونسوس من الكُتاب الكلاسيكيين، وكان يتبع مذهب "الأكثر احتمالًا" (Probabiliorism) في حلوله الأخلاقية. من أبرز مؤلفاته:
- "معرفة المجامع" (Notitia Conciliorum)، نُشر لأول مرة في ليون عام 1668. وبطلب من الكاردينال غريمالدي، وسع كاباسوت هذا العمل ونشره لاحقًا تحت عنوان: "المعرفة الكنسية في التاريخ والمجامع والقوانين، بالمقارنة المتبادلة" (Notitia ecclesiastica historiarum, conciliorum et canonum invicem collatorum). نُشر هذا العمل الموسع في عدة تواريخ، منها: ليون 1680، ميونيخ 1758، وتورناي 1851 في ثلاثة مجلدات. وقد شهد هذا الكتاب العديد من التعديلات والتوسعات، وكان يُعرف باسم "كاباسوتيوس"، وشكّل مرجعًا في تاريخ المجامع الكنسية. كما صدر مختصر لهذا العمل في لوفان عام 1776.

- نظرية وتطبيق القانون الكنسي (Theoria et Praxis Juris Canonici)، نُشر في ليون عام 1660، وطُبع في تواريخ لاحقة منها روان عام 1703، والبندقية عام 1757.